# Hardbat
Le hardbat est une discipline qui s'apparente au tennis de table des années 1930 à 1940, avant l'avènement des revêtements avec mousse. Cela permet de minimiser les effets dus à ce type de caoutchoucs et tend à réduire les différences entre les joueurs.
Aux États-Unis, il existe même un titre de champion des États-Unis qui est disputé lors des Championnats États-Unis de Tennis de Table. L'un des joueurs historiques les plus populaires est Marty Reisman, ancien Champion des États-Unis par équipes en 1948, 2 fois médaille de bronze par équipe aux Championnats du Monde en 1948 et 1949, et Champion des États-Unis de hardbat en 1997, à l'âge de 67 ans.

## Le matériel
Par rapport au tennis de table, les différences concernant le matériel sont les suivantes : 
- Le matériel utilisé est simple puisqu'il consiste en un bois de raquette (sans carbone ou autre matière fibreuse) où sont collés des revêtements en caoutchouc à picots courts sans mousse. Un fin tissu peut être ajouté entre le revêtement et le bois. Les revêtements doivent être identiques des 2 côtés de la raquette, de manière à ne pas tromper l'adversaire en tournant la raquette. Le manche peut être décoré avec des éléments ajoutés (marqueterie ...).

Exception : un joueur peut décider de ne pas utiliser un côté de sa raquette. Dans ce cas, il est possible de laisser le bois nu et il lui est interdit de toucher la balle avec ce côté, il aurait point perdu automatiquement. Ce côté ne doit pas comporter de couleur blanche, jaune ou orange et ne doit pas être réfléchissant (ou trop brillant).
- Les revêtements ne doivent être ni réfléchissants ni de couleur blanche, jaune ou orange. Ils peuvent être de couleur différente ou de même couleur. L'épaisseur du revêtement (hors picot) ne doit pas excéder 0.8 mm. La hauteur des picots est comprise entre 0.9 - 1.5 mm, la largeur est comprise entre 1.3 - 2.2 mm. La densité des picots est de 25 à 50 / 10 cm. Les picots doivent être arrangés de manière étagée triangulaire. La surface vide entre les picots ne doit pas excéder 33 % de la surface du revêtement ou 125 % du diamètre du picot. Le rapport hauteur/largeur des picots ne doit pas excéder 0.75. Les picots sont cylindriques en vue de profil et circulaires en vue de dessus. Le caoutchouc ne doit pas être trop adhérent. En particulier une balle ne peut accrocher si on cherche à la soulever avec le revêtement placé par le dessus.
- La balle doit être frappée par le côté du revêtement comportant les picots. Il ne doit absolument pas y avoir d'ajout de matériel par-dessus ou entre les picots.
- Le bois doit être collé au revêtement à l'aide de colle ou d'une feuille de colle standard mais elles ne doivent pas ajouter d'effets perceptibles à la raquette. Les colles à base de caoutchouc sont acceptées. Les colles à base de silicone qui ajoutent de l'épaisseur ne sont pas autorisées.

Depuis octobre 2005, le Comité Américain de Hardbat, dépendant de l'USATT (la fédération américaine de tennis de table), impose aux joueurs de n'utiliser, dans les tournois officiels, que les revêtements et les raquettes appartenant à une liste officielle, ceci afin de ne retenir que les revêtements les moins adhérents, plus proches de « l'esprit hardbat », c'est-à-dire d'un jeu proche de celui des années 1930/40, avec très peu de rotations.
En Europe, on commence à voir apparaître 2 tendances : la « classique », sur le même principe que la liste américaine de matériel autorisé (par exemple au tournoi de Gloucester, en Angleterre), et la « moderne », qui autorise tous les revêtements à picots courts, voire mi-longs (moins de 1,5 mm de hauteur). La série « hardbat » du tournoi international de Tegel, à Berlin, autorise même le liège, le papier de verre et le bois nu !
L'association HEATT, qui promeut le hardbat en Angleterre, préconise quant à elle les tournois où chacun joue avec le même modèle de raquette, de manière à égaliser les chances de chacun sur le plan du matériel. C'est également le cas de l'association néerlandaise WUTTO.

## Les règles du jeu
Les règles sont globalement les mêmes qu'au tennis de table, à l'exception de certaines :
- Les manches se jouent en 21 points avec un changement de service tous les 5 points. Il est possible de réaliser des parties au meilleur des 3 ou 5 manches.
- Il n'y a pas de temps limite pour servir. Entre la présentation de la balle et l'impact au service, la balle peut être cachée au joueur adverse.
- Il est interdit de taper du pied dans le but de distraire ou divertir l'adversaire. C'est autorisé dans la mesure d'un déplacement naturel du joueur. Il est formellement interdit de taper du pied lors du service.
- côté vestimentaire, les pantalons, chemises, chapeaux et casquettes sont autorisés.
- un joueur peut changer de raquette entre 2 manches.

Ces règles sont celles appliquées aux États-Unis (où l'on joue encore avec des balles de 38 mm... jusqu'à épuisement du stock). Dans certains pays européens, notamment en Allemagne, la tendance est plutôt à jouer selon les règles actuelles du tennis de table : manches de 11 points, balles de 40 mm, service caché interdit, temps mort... En fait, ce sont les règles du jeu de l'ITTF qui sont appliquées, sauf, bien sûr, celles concernant la raquette, qui sont spécifiques au hardbat. D'autres pays européens choisissent d'appliquer les règles américaines, et notamment la liste de revêtements autorisés. C'est le cas, par exemple, du Hardbat Open de Cervia (Italie). D'autres utilisent des règles intermédiaires : en France, de plus en plus de tournois se jouent avec des parties au meilleur des 3 manches de 21 points (Douai, Taissy, Guérande, Châlons-en-Champagne...), mais tous les picots courts sans mousse sont autorisés.